# Danacea barrosi
Danacea barrosi é uma espécie de insetos coleópteros polífagos pertencente à família Dasytidae.
A autoridade científica da espécie é Pic, tendo sido descrita no ano de 1907.
Trata-se de uma espécie presente no território português.